# فضيحة مراهنات كرة القدم الإيطالية 1986
توتونيرو 1986 كانت فضيحة التلاعب بنتائج مباريات كرة القدم في إيطاليا بين عامي 1984 و 1986 في دوري الدرجة الأولى والثانية والثالثة والرابعة.
تم الكشف عنها في مايو 1986 من قبل الشرطة الإيطالية وأرماندو كاربوني صديق إيتالو ألودي (مدرب نابولي) وفي هذه الفضيحة كان هناك مدربين ولاعبي كرة قدم يبيعون مباريات كرة القدم مقابل المال.

## عقوبات الأندية
- أودينيزي (الدرجة الأولى): خصم 9 نقاط في دوري الدرجة الأولى 1986-87 (الهبوط إلى دوري الدرجة الثانية في العقوبة الأصلية).
- كالياري (الدرجة الثانية): خصم 5 نقاط في دوري الدرجة الثانية 1986-87.
- لاتسيو (الدرجة الثانية): خصم 9 نقاط في دوري الدرجة الثانية 1986–87 (الهبوط إلى الدرجة الثالثة في العقوبة الأصلية).
- لانيروسي فيتشنزا (الدرجة الثانية): الاستبعاد من دوري الدرجة الأولى الإيطالي 1986-87.
- تريستينا (الدرجة الثانية): خصم نقطة واحدة في دوري الدرجة الثانية 1985–86 وخصم 4 نقاط في دوري الدرجة الثانية 1986–87.
- بيروجيا (الدرجة الثانية): الهبوط إلى دوري الدرجة الرابعة وخصم نقطتين في دوري 1986-87 (الهبوط إلى دوري الدرجة الرابعة وخصم 5 نقاط في دوري 1986-1987 في العقوبة الأصلية).
- باليرمو (الدرجة الثانية): خصم 5 نقاط في دوري الدرجة الثانية 1986-87.
- فوجيا (الدرجة الثالثة): خصم 5 نقاط في دوري الدرجة الثالثة 1986–87 (الهبوط إلى دوري الدرجة الرابعة في العقوبة الأصلية).
- كافيزي (الدرجة الثالثة): الهبوط إلى دوري الدرجة الرابعة وخصم 5 نقاط في دوري 1986-87.

## الأحكام

### الرؤساء
- جويرينو أماتو (رئيس كافيزي): الإيقاف 5 سنوات مع الاستبعاد من الاتحاد الإيطالي لكرة القدم.
- سبارتاكو غيني (رئيس بيروجيا): الإيقاف 5 سنوات مع الاستبعاد من الاتحاد الإيطالي لكرة القدم.
- داريو ماسكارين (رئيس فيتشنزا): الإيقاف 3 سنوات (الإيقاف 5 سنوات مع الاستبعاد من الاتحاد الإيطالي لكرة القدم في العقوبة الأصلية).
- سالفاتوري ماتا (رئيس باليرمو): الإيقاف 4 أشهر.
- كوستانتينو روزي: (رئيس أسكولي): الإيقاف 4 أشهر.

### المدربين
- جويدو ماغيريني (روندينيلا): الإيقاف 5 سنوات مع الاستبعاد من الاتحاد الإيطالي لكرة القدم.
- تيتو كورسي (أودينيزي): الإيقاف 5 سنوات مع الاستبعاد من الاتحاد الإيطالي لكرة القدم.
- جيان فيليبو ريالي (سارنيكو): الإيقاف 3 سنوات و 9 أشهر (الإيقاف 3 سنوات و 3 أشهر في العقوبة الأصلية).
- إرنستو برونزتي (فوجيا): الإيقاف 3 سنوات (الإيقاف 5 سنوات مع الاستبعاد من الاتحاد الإيطالي لكرة القدم في العقوبة الأصلية).
- أنطونيو بيجينو (برو فرشيلي): الإيقاف 3 سنوات.
- جيانكارلو سالفي (فيتشنزا): الإيقاف 3 سنوات.
- رينزو أوليفييري (مدرب كالياري): الإيقاف 3 سنوات.
- فرانشيسكو يانيش (باري): الإيقاف 6 أشهر (الإيقاف سنة واحدة في العقوبة الأصلية).
- ألدو أغروبي (مدرب بيروجيا): الإيقاف 4 أشهر.
- أونوفريو سكيلاتشي (باليرمو): الإيقاف 4 أشهر.
- جاستون ريزاتو (فيتشنزا): الإيقاف 4 أشهر.
- جورجيو فيتالي (مونزا): الإيقاف 4 أشهر.

### اللاعبون
- فرانكو سيريللي (فيتشنزا): الإيقاف 5 سنوات مع الاستبعاد من الاتحاد الإيطالي لكرة القدم.
- كلاوديو فينازاني (لاتسيو): الإيقاف 5 سنوات مع الاستبعاد من الاتحاد الإيطالي لكرة القدم.
- جيوفاني لوريني (مونزا): الإيقاف 5 سنوات مع الاستبعاد من الاتحاد الإيطالي لكرة القدم.
- ماوريتسيو روسي (بيسكارا): الإيقاف 5 سنوات مع الاستبعاد من الاتحاد الإيطالي لكرة القدم.
- ماسيمو كاتشيا (ميسينا): الإيقاف 5 سنوات.
- جوزيبي غيريني (باليرمو): الإيقاف 3 سنوات وشهر واحد.
- جيوفاني فافاسوري (كامبانيا - بوتولانا): الإيقاف 3 سنوات و 4 أشهر (الإيقاف 3 سنوات في العقوبة الأصلية).
- جيوفاني بيديسي (برو فرشيلي): الإيقاف 3 سنوات و 3 أشهر (الإيقاف 3 سنوات في العقوبة الأصلية).
- ماوريتسيو براغين (تريستينا): الإيقاف 3 سنوات.
- ساورو ماسي (بيروجيا): الإيقاف 3 سنوات.
- جوزيبي رونكو (باليرمو): الإيقاف 3 سنوات.
- جياكومو تشينيلاتو (كالياري): الإيقاف سنتان.
- ماورو ميلوتي (سبال): الإيقاف سنة وستة أشهر (الإيقاف 3 سنوات في العقوبة الأصلية).
- ألفيو فيلوسوفي (فيرسسيت بيرغامو): الإيقاف 6 أشهر (الإيقاف سنة واحدة في العقوبة الأصلية).
- أونوفريو بارون (باليرمو): الإيقاف 5 شهور.
- لويجي كاجني (سامبينديتيس): الإيقاف 4 أشهر.
- أنطونيو غاسباريني (مونزا): الإيقاف 4 أشهر.
- ماريو جوديتي (برو فرشيلي): الإيقاف 4 أشهر.
- توليو جريتي (بريشيا): الإيقاف 4 أشهر.
- تيزيانو مانفرين (سامبينديتيس): الإيقاف 4 أشهر.
- أنطونيو بوغوني (تشيزينا): الإيقاف 4 أشهر.
- ستيفانو دونيتي (مارتينا فرانكا): الإيقاف 3 أشهر.
- سيلفانو بينديتي (باليرمو): الإيقاف شهر واحد.
- تيبالدو بيغلياردي (باليرمو): الإيقاف شهر واحد.
- ماسيمو بورسي (باليرمو): الإيقاف شهر واحد.
- جياني دي بياسي (باليرمو): الإيقاف شهر واحد.
- أوليفييرو دي ستيفانو (باليرمو): الإيقاف شهر واحد.
- فرانكو فالسيتا (باليرمو): الإيقاف شهر واحد.
- أندريا بالإنش (باليرمو): الإيقاف شهر واحد.
- كلاوديو بيليجريني (باليرمو): الإيقاف شهر واحد.
- ماريو بيغا (باليرمو): الإيقاف شهر واحد.
- ميشيل بينتورو (باليرمو): الإيقاف شهر واحد.
- ماريو روميتي (بارليتا): الإيقاف شهر واحد.
- أورازيو سوربيلو (باليرمو): الإيقاف شهر واحد.

## ما بعد الكارثة
- هبوط أودينيزي وكالياري من دوري الدرجة الأولى الإيطالي ودوري الدرجة الثانية على التوالي في الموسم التالي. كان أودينيزي سيبقى في دوري الدرجة الأولى لولا خصم النقاط لكن كالياري كان سيهبط حتى بدون خصم النقاط.